# Допустимая дневная доза
Допусти́мая дневна́я до́за (англ. Acceptable daily intake, также переводится как «допустимая дневная норма», «допустимая норма суточного потребления», «допустимое суточное поступление») — такая концентрация вещества (различные токсичные соединения, пищевые добавки, лекарства), которая может перорально поступать в организм человека каждый день в течение всей жизни, не доставляя его здоровью вреда, который может быть выявлен при современном уровне развития науки. Обычно выражается в мг/кг массы тела.

## История
Концепция безопасной суточной дозы была изобретена профессором Рене Труо, членом Французской академии наук в 1956 году. В 1961 году это понятие было впервые введено Советом Европы, а затем Объединённым экспертным комитетом ФАО/ВОЗ по пищевым добавкам - комитетом, поддерживаемым двумя органами Организации Объединённых Наций: Продовольственной и сельскохозяйственной организацией (ФАО) и Всемирной организацией здравоохранения (ВОЗ). В Европейском Союзе оценка безопасности добавляемых или присутствующих в пищевых продуктах веществ проводится Европейским агентством по безопасности продуктов продуктов (EFSA). EFSA устанавливает допустимое суточное потребление для пищевых добавок и других компонентов. В некоторых странах, данный показатель устанавливается для ряда соединений правительством страны. Например, в Германии этим занимается Федеральный институт оценки рисков, а в Канаде - Министерство здравоохранения Канады.

## Концепция
Значение допустимого суточного потребления (ДСП) основано на текущих исследованиях, долгосрочных исследованиях на животных и наблюдениях за людьми. Первым делом определяется уровень, не вызывающий видимых отрицательных эффектов (УНВОЭ) — это уровень воздействия, при котором исследуемые животные не отличаются от животных контрольной группы по сравнению с изменениями, обнаруженными ранее при использовании более высоких доз. Считается, что УНВОЭ представляет собой количество вещества, которое не оказывает токсического действия на животных. В случае нескольких исследований различных эффектов обычно берётся наименьший УНВОЭ. Затем УНВОЭ (или другой исходный показатель, например, эталонная доза делится на коэффициент безопасности, обычно равный 100, для учета различий между подопытными животными и людьми (коэффициент 10) и возможных различий в чувствительности между людьми (ещё один коэффициент 10). Коэффициенты безопасности со значениями, отличными от 100, могут использоваться, если УНВОЭ отсутствует. Например, если ДСП основано на данных, полученных от людей, коэффициент безопасности обычно равен 10, а не 100. ДСП обычно указывается в мг/кг массы тела.
ДСП считается безопасным уровнем потребления для здорового взрослого человека с нормальным весом, который потребляет среднесуточное количество рассматриваемого вещества на протяжении всей жизни без каких-либо вредных для здоровья эффектов. Обсуждались повышенные коэффициенты безопасности для младенцев, но в этом нет необходимости, поскольку выведение химических веществ у детей на самом деле часто происходит быстрее, а поскольку у детей, как правило, более высокий уровень заболеваемости, чем у взрослых, побочные эффекты, вызванные пищевыми добавками, могут быть легко замаскированы под большое количество переменных, с которыми обычно сталкиваются дети. Гораздо легче провести наблюдение со взрослыми людьми. ДСП не учитывает аллергические реакции, которые являются индивидуальными реакциями, а не дозозависимыми явлениями.
Чем выше ДСП, тем большие количества соединения безопасны для регулярного приёма внутрь. Также, эта концепция может быть понятна как мера, указывающая на токсичность от длительного воздействия при повторном приёме химических соединений из пищи (присутствующих изначально или добавленных), в отличие от острой токсичности. В случае, если показатель ДСП не был определён в ходе наблюдений за животными и людьми, веществу присваивается статус «ДСП не определён»
Аналогичная концепция используется в случае загрязняющих веществ, которые не добавляются в пищу намеренно или присутствует в воздухе Например, для пестицидов и тяжёлых металлов используется показатель приемлемого ежедневного потребления.

## Примеры
| Пищевые добавки / вещества | Функции                                  | ДСП (мг/кг)      | Источник |
| -------------------------- | ---------------------------------------- | ---------------- | -------- |
| Сорбиновая кислота         | Консервант                               | 0-25             | [ 11 ]   |
| Аскорбиновая кислота       | Антиоксидант, улучшитель муки            | ДСП не определён | [ 12 ]   |
| Кармин                     | Краситель                                | 0-5              | [ 12 ]   |
| Соевый лецитин             | Эмульгатор, антиоксидант, стабилизатор   | ДСП не определён | [ 13 ]   |
| ЭДТА                       | Антиоксидант, консервант                 | 0-2,5            | [ 14 ]   |
| Глутамат натрия            | Усилитель вкуса и аромата                | 0-120            | [ 15 ]   |
| Аспартам                   | Подсластитель, усилитель вкуса и аромата | 0-40             | [ 16 ]   |